# 소프트웨어 산업
소프트웨어 산업은 주로 라이선스/유지 보수 기반 모델 또는 클라우드 기반 모델과 같은 비즈니스 모델을 이용하는 소프트웨어의 개발, 유지 보수, 발행을 위한 사업들을 아우른다. 이 산업에는 훈련, 문서화, 컨설턴트와 같은 소프트웨어 서비스를 포함한다.

## 산업 규모
데이터모니터(DataMonitor)에 따르면 2008년 세계 소프트웨어 산업 규모는 3,800,000,000 달러이며 이는 2007년 대비 6.5% 상승한 것이다. 미국인의 경우 전 세계 소프트웨어 시장 가치의 42.6%를 차지한다.

## 같이 보기
- 소프트웨어 개발

## 참조
1. ↑  DataMonitor - Abstract from Global Software Industry Guide - 2008{{ 보관됨 2013-11-25 - 웨이백 머신